# Gunnedah
Gunnedah (/ˈɡʌnədɑː/) est une ville australienne située dans la zone d'administration locale du même nom, dont elle est le chef-lieu, en Nouvelle-Galles du Sud.

## Géographie
La ville est située dans la région des North West Slopes, sur le versant ouest de la Cordillère australienne, à 440 km au nord-ouest de Sydney. Elle est arrosée par la Namoi.

## Démographie
| 2011  | 2016  | 2021  |
| ----- | ----- | ----- |
| 9 340 | 9 726 | 9 745 |